# Lascelles Abercrombie
Lascelles Abercrombie (ur. 9 stycznia 1881 w Aston-upon-Merse, zm. 27 października 1938 w Londynie)) – brytyjski poeta, dramaturg i krytyk.

## Życiorys
Lascelles Abercrombie uczęszczał do Malvern College, a następnie do Uniwersytetu Wiktorii w Manchesterze, otrzymując przede wszystkim wykształcenie w naukach ścisłych. Następnie do I Wojny Światowej pracował jako dziennikarz. Podczas I wojny światowej był technikiem zajmującym się amunicją. W okresie tym zaczął pisać poezję, stając się jednym z najbardziej znanych przedstawicieli poezji georgiańskiej.
Jako znany już poeta i pisarz stał się wykładowcą poezji na uniwersytecie w Liverpoolu w latach 1919–1922. W 1922 roku otrzymał posadę profesora literatury angielskiej na uniwersytecie w Leeds (o tę sama pracę starał się jednocześnie jego wieloletni przyjaciel J.J.R. Tolkien), a w 1929 został profesorem na uniwersytecie londyńskim (Hildred Carlisle Professor w Bedford College). W latach 1935–1938 był wykładowcą (Goldsmith’s Reader) w Oksfordzie.

## Twórczość poetycka
Pierwszym tom poezji wydany przez Abercrombiego to Interludes and Poems (1908), do innych utworów poetyckich należy zbiór Poems (1930) oraz sztuka wierszem The Sale of St Thomas (1931). Abercrombie pisał dla „Georgian Poetry”, kilka jego sztuk wierszem ukazało się w „New Numbers”. Wydania zbiorowe utworów poetyckich Abercrombiego to The Poems of Lascelles Abercrombie  (1930) oraz Lyrics and Unfinished Poems (stanowi wydany po śmierci autora suplement do uprzedniego). Dziś twórczość poetycka Abercrombiego jest w zasadzie zapomniana: choć trudno przypisać jej wielkość, można ją jednak określić jako przyjemną i zręcznie napisaną. Niekiedy przypomina ona twórczość Thomasa Hardy’ego, którym Abercrombie żywo się interesował (książka Thomas Hardy, 1912). Ujmuje wtedy obrazy wiejskie w liryczne lub balladowe formy. W pracy The function of Poetry in the Drama Abercrombie rozważa horyzonty dramatu poetyckiego: jego własnym dramatom poetyckim brakuje jednak sceniczności. 

## Estetyka
Choć Abercrombie zajmował się przede wszystkim poezją, a także krytyką literacką, opracował także zespół poglądów na zagadnienia ogólnej estetyki teoretycznej. Wszystkie te dziedziny jego twórczości są dziś raczej zapomniane. Według Stephena Watta estetka filozoficzna Abercrombiego jest niedopracowana i ma dogmatyczny charakter, należy uznawać ją głównie za rodzaj teoretycznej podbudowy dla jego krytyki literackiej. Ma ona charakter eklektyczny, według samego Abercrombiego wywarł na nią wpływ Benedetto Croce. Refleksja estetyczna Abercrombiego o charakterze ogólnym znalazła wyraz głównie w dwóch jego pismach – An Essay towards a Theory of Art i Principles of Literary Criticism. 
Abercrombie uważał, że sztuka jest przede wszystkim zakomunikowaniem odbiorcom przez artystę jego doświadczenia estetycznego. Sztuka spełnia „naczelne pragnienie umysłu”, którym jest stanie się świadomą cząstką znaczącego świata. Choć pragnienie to zrealizować można także bez sztuki, gdyż także bez sztuki doświadczenie estetyczne może ukazać nam świat jako znaczący – jednak to właśnie w sztuce doświadczenie takie ma charakter mniej ulotny i bardziej pełny.
Wyróżnić można dwa stadia twórczości artystycznej – stadium „koncepcji” i stadium „techniki”. Faza pierwsza to doświadczenie, w którym obecne jest zarazem to, czego dostarcza świat (jako doświadczanego, „substancji”) i to, czego dostarcza umysł (przez doświadczanie, „wartość”). W fazie drugiej artysta konstruuje dzieło, które ma za zadanie odtworzyć tego samego rodzaju doświadczenie w odbiorcy. Piękno nie leży wyłącznie w doświadczeniu oryginalnym, ale raczej w odpowiednim użyciu środków w stadium „techniki”, w sukcesie zakomunikowania doświadczenia oryginalnego publiczności.

## Dzieła
- Interludes and Poems, 1908, poezja
- Emblems of Love, 1912, poezja
- Thomas Hardy, 1912, esej
- Deborah, 1913, dramat
- Speculative Dialogues, 1913, esej
- The Epic, 1914, esej
- An Essay Towards a Theory of Art, 1922, esej
- Four Short Plays, 1922, dramat
- Phoenix, 1923, dramat
- Principles of English Prosody, 1923, esej
- The Theory of Poetry, 1924, esej
- The Idea of Great Poetry, 1925, esej
- Romanticism, 1926, esej
- Twelve Idylls, and Other Poems, 1928, poezja
- The Poems of Lascelles Abercrombie, 1930, poezja
- The Sale of St Thomas, 1930, dramat
- Poetry. Its Music and Meaning, 1932, esej
- Lyrics and Unfinished Poems, 1940, poezja
- The Art of Wordsworth, 1952, esej